# Тыргу-Лэпуш
Ты́ргу-Лэ́пуш (рум. Târgu Lăpuş, венг. Magyarlápos, нем. Laposch) — небольшой город в жудеце Марамуреш, Румыния.

## Население
Население — 11 324 человек (по переписи 2011 года). По данным 2002 года, 86,46 % составили румыны, 12,42 % — венгры; также в городе проживают цыгане, украинцы и немцы. 74,51 % населения исповедуют православие, 10,14 % — сторонники реформатской церкви.

## Административное деление
В состав города входят тринадцать окрестных деревень и посёлков: Бойерени, Боркут, Куфоайя, Дэмэкушени, Добрику-Лэпушулуй, Думбрава, Фынтынеле, Гроапе, Инэу, Рэзоаре, Рогоз, Рохиа и Стойчени.

## Достопримечательности
Церковь Святых Архангелов (в Рогозе), входящая в число восьми деревянных церквей Марамуреша, включена ЮНЕСКО в список всемирного наследия человечества.

## Галерея
- Реформистская церковь (XVIII век)
- Римско-католическая церковь (1831)
- Здание старой школы (1858)
- Полицейское управление (бывшее здание муниципалитета) (XIX век)
- Монумент в честь присоединения Трансильвании к Румынии в 1918 году (1935)